# Jackie Strano
Jackie Strano est une chanteuse, auteure de chansons et de nouvelles, et réalisatrice de films pornographiques américaine.

## Biographie
Elle fonde à San Francisco au début des années 1990 le groupe The Hail Marys, dont elle écrit les chansons. Elle écrit et chante une chanson pour le film Bound des Wachowski. 
Elle est surtout connue pour les films pornographiques pour les lesbiennes qu'elle a réalisés avec Shad Rednour, How To Fuck in High Heels et Hard Love, dans lesquels elles jouent de petits rôles, et qui ont reçu en 2001 l'AVN Award du meilleur film exclusivement féminin.
Elle a aussi publié des nouvelles dans l'anthologie Electric 2: Best Lesbian Erotic Fiction (Alyson Publications, 2003) et dans le recueil I Do/I Don't: Queers on Marriage (Suspect Thoughts Press, 2004) et dans l'anthologie Pills, Thrills, Chills, and Heartache (Alyson Publications, 2004).
Strano est la directrice d'exploitation de la compagnie de jouets sexuels Good Vibrations, basée à San Francisco.

## Vidéographie
- Bend Over Boyfriend (1998)
- Bend Over Boyfriend 2: More Rockin', Less Talkin' (1999)
- Hard Love & How to Fuck in High Heels (2000)
- Sugar High Glitter City (2001)
- Talk To Me Baby' (2002)
- Healing Sex 2004)
- Pleasure-Ed series (2009-2010)
- Gush: The Official Guide to the G-Spot and Female Ejaculation (2011)